# Holzgraben (Altmühl)
Der Holzgraben ist ein linker und östlicher Zufluss der Altmühl bei Muhr am See im mittelfränkischen Landkreis Weißenburg-Gunzenhausen.

## Verlauf
Der Holzgraben entspringt westlich des Büchelbergs und südlich des Haundorfer Waldes zwischen den Orten Stadeln im Süden und Wehlenberg im Norden. Der Bach durchfließt während seines gesamten Laufs eine weite Offenlandschaft am Rande der Wiesmet im Altmühltal. Er fließt zunächst in eine nordwestliche Richtung und speist einige kleinere Weiher. Anschließend lenkt er in eine südwestliche Richtung um und fließt für den Rest seines Laufs parallel zum nur etwas über hundert Meter entfernten Nesselbach, mit dem über einen Graben auch eine Verbindung besteht. Der Holzgraben unterquert ferner die Bundesstraße 13 und fließt nördlich an Altenmuhr vorbei. Nach einem Lauf von insgesamt rund zwei Kilometern mündet der Holzgraben unweit nördlich des Schlosses Altenmuhr und nahe dem Altmühlsee auf einer Höhe von 415 m ü. NHN von links in die Altmühl, die hier eine breite, regelmäßig überschwemmte Talaue bildet.